# Thomas Massie
Thomas Harold Massie (født 13. januar 1971) er en amerikansk republikansk politiker og ingeniør. Massie har siddet i Repræsentanternes Hus for Kentucky's fjerde distrikt siden 2012. 
Massie er medlem af den republikanske gruppering "House Freedom Caucus" i Repræsentanternes Hus, og er kendt for at have libertarianske politiske holdninger, og har beskrevet sig selv som konstitutionelt konservativ. Han har også ofte brudt med sit eget partis ledelse, hvilket har givet ham tilnavnet "Mr. No".